# 1994 Baker Street: Sherlock Holmes Returns
Pour plus de détails, voir Fiche technique et Distribution.
1994 Baker Street: Sherlock Holmes Returns est un téléfilm américain de Kenneth Johnson, sorti en 1993.

## Synopsis
Sherlock Holmes est réveillé d'un long "sommeil" à notre époque lors d'un tremblement de terre. Il est aidé dans sa guérison par Amy Winslow, qui vit à Baker Street, mais à San Francisco. Holmes va se retrouver aux prises avec les descendants du professeur Moriarty, mais il va être aidé par les "irréguliers de Baker Street".

## Fiche technique
- Titre original : 1994 Baker Street: Sherlock Holmes Returns
- Réalisation : Kenneth Johnson
- Scénario : Kenneth Johnson
- Direction artistique : Byron King
- Décors : Cynthia T. Lewis
- Costumes : Susan De Laval
- Photographie : Ken Orieux
- Son : David Rawlinson
- Montage : David Strohmaier
- Musique : James Di Pasquale
- Production associée : Susan Lee Appling, Ron French
- Production exécutive : Daniel Grodnik, Kenneth Johnson, Jon Slan
- Société de production : Kenneth Johnson Productions, Paragon Entertainment
- Société de distribution : Columbia Broadcasting System
- Pays d’origine :  États-Unis
- Langue originale : anglais
- Format : couleur — 35 mm — 1,33:1 — son Stéréo
- Genre : film policier
- Durée : 96 minutes
- Dates de sortie :  États-Unis : 12 septembre 1993

## Distribution
- Anthony Higgins : Sherlock Holmes
- Debrah Farentino : Amy Winslow
- Mark Adair-Rios : Zapper
- Joy Coghill : Mrs Hudson
- Julian Christopher : Lieutenant Griffin
- Ken Pogue : James Moriarty Booth
- Eli Gabay : Lieutenant Ortega
- Jerry Wasserman : Lieutenant Civita
- Kerry Sandomirsky : Mrs Ortega
- Fabricio Santin : Pavon
- Jorge Varas : Slick
- Jason Diablo : Rancho
- Gerry Therrien : Ronald Hunt